# Thuringothyris
Thuringothyris is een geslacht van uitgestorven Eureptilia uit het Vroeg-Perm, bekend uit het Thüringerwoud in Midden-Duitsland.

## Naamgeving
Thuringothyris werd benoemd in 1991 door Jürgen A. Boy en Thomas Martens en de typesoort is Thuringothyris mahlendorffae. De geslachtsnaam is vernoemd naar de vindplaats Thüringen en verbindt dit met het Grieks θυρίς, 'venster', een verwijzing naar het slaapvenster. De soortaanduiding eert Ursula R. Mahlendorf.
Thuringothyris is bekend van het holotype MNG 7729, een in verband liggende, goed geconserveerde schedel en gedeeltelijk postcraniaal skelet, en van de toegewezen exemplaren MNG 10652, een slecht geconserveerde schedel en gedeeltelijke wervelkolom, MNG 10647, een onsamenhangende schedel- en postcraniale resten van ten minste vier individuen, MNG 10183, een enigszins verbrijzelde schedel en gedeeltelijk postcraniaal skelet en MNG 11191, een slecht bewaard gebleven schedel en gedeeltelijke ledematen. Alle exemplaren werden verzameld uit de Tambach-Sandstein-afzetting, het bovenste deel van de Tambach-formatie, daterend uit het Artinskien van de Laat-Cisuralien-series (of als alternatief het bovenste Rotliegend), ongeveer 284-279,5 miljoen jaar geleden. Ze werden gevonden in de Bromackergroeve, het middelste deel van het Thüringerwoud, nabij het stadje Tambach-Dietharz.

## Beschrijving
Thuringothyris werd zo'n vijftien centimeter lang. Hij had een achteraan brede kop en vrij korte poten.

## Fylogenie
Van Thuringothyris werd oorspronkelijk gedacht dat het een protorothyridide was. Een herbeschrijving van alle bekende Thuringothyris-exemplaren door Johannes Müller, David S. Berman, Amy C. Henrici, Thomas Martens en Stuart S. Sumida in 2006 suggereerde dat het een zustertaxon is van Captorhinidae. Een nieuwe fylogenetische studie van basale reptielenverwantschappen door Müller & Reisz in 2006 vond Thuringothyris als een zustertaxon van de Captorhinidae. Dezelfde resultaten werden verkregen in latere fylogenetische analyses.